# Giuseppe De Filippo
Giuseppe De Filippo, bättre känd med sitt smeknamn Peppino, född 24 augusti 1903 i Neapel, död 27 januari 1980 i Rom, var en italiensk skådespelare och manusförfattare som i början av sin karriär ofta använde pseudonymen Giuseppe Bertucci. Han tillhörde en berömd italiensk teaterfamilj vars mest framgångsrika medlemmar var hans far Eduardo Scarpetta och bror Eduardo De Filippo. Peppino var den yngste i en mycket produktiv syskontrio och medverkade i många teaterpjäser tillsammans med sina syskon fram till 1944, då han lämnade samarbetet och satsade på en egen karriär. Han är mest känd för de filmkomedier i vilka han därefter uppträdde tillsammans med Totò.

## Biografi
Giuseppe De Filippo, sedan tidig barndom kallad "Peppino", föddes i stadsdelen Chiaia i Neapel som utomäktenskaplig son till skådespelaren Eduardo Scarpetta och teatersömmerskan Luisa De Filippo, som var brorsdotter till Scarpettas hustru Rosa De Filippo. Under det långvariga förhållandet föddes även två äldre syskon till Peppino, brodern Eduardo och systern Titina. Dessutom hade Peppino två halvsyskon, födda i nämnda äktenskap, och en adopterad syster samt ytterligare några halvsyskon som resultat av faderns affärer med andra kvinnor. Peppinos 26 år äldre halvbror Vincenzo Scarpetta kom att få stor betydelse för Peppinos tidiga teaterkarriär genom att ansluta honom till sitt teatersällskap 1915, då Peppino var endast 12 år. Vincenzo hade redan tidigare anställt de två äldre syskonen. I sin 1976 publicerade självbiografi Una famiglia difficile ger Peppino en mycket negativ bild av sin berömde far som en manipulativ och föga kärleksfull person som han inte hade någon nära relation med.

### Teaterscenen
I likhet med sina äldre syskon fick De Filippo sin grundläggande skolning i teateryrket av sin halvbror Vincenzo. Han lämnade dock dennes teatersällskap redan 1920 för en friare tillvaro med kortare perioder hos olika teatrar, med avbrott för värnpliktstjänstgöring 1923-25. De första rollerna De Filippo fick efter sin militära erfarenhet blev ingen succé och en av dem var dessutom i en pjäs han starkt ogillade, faderns komedi Nu turco napulitano (1888), senare filmad med den italienska titeln Un turco napoletano (1953). Vändningen kom 1927 efter en lyckad prestation i Antonio Petitos pjäs Il suicidio di Pulcinella. Efter den ökade antalet erbjudanden och De Filippo kunde välja roller i stället för att som tidigare bara ta vad han kunde få. Det var vid denna tid han också började skriva egna pjäser, av vilka den tredje, komdedin Don Rafele 'o trumbone (1931) blev den första som framfördes för en större publik, dock utan att bli någon succé. De Filippos stora genombrott som skådespelare kom däremot senare samma år i brodern Eduardos pjäs Natale in casa Cupiello där han spelade rollen som Luca Cupiellos son Tommasino. Redan då framträdde de meningsskiljaktigheter som 13 år senare skulle leda till en brytning mellan bröderna och som De Filippo i sin självbiografi helt tillskriver broderns komplicerade personlighet.
Familjen De Filippos nästa succé efter pjäsen om Luca Cupiellos existentiella mikrotragedi kom med Quaranta... ma non li dimostra (1933), skriven av Peppino och Titina, där rollfiguren don Pasquale Di Domenico tydligt anspelade på Benito Mussolini. Peppino förnekade emellertid, även efter kriget, att han skulle ha haft någon avsikt att driva med diktatorn. Lika populär blev La lettera di mammà (1933), som Peppino skrev under sin pseudonym Giuseppe Bertucci, tillsammans med sin halvsyster Maria Scarpetta (pseudonymen Mascaria). Denna publikframgång blev också Peppinos första riktiga kritikersuccé som författare. Han följde upp den, fortfarande under pseudonymen Bertucci, med A Coperchia è caduta una stella (1933) som några år senare även kom att bli film med något modifierad titel.
Skillnaderna mellan Peppino De Filippos och hans bror Eduardos uppfattning om komedi började nu bli tydliga. Peppinos komedier var mer lättsamma och saknade den mörka undertonen i de pjäser som skrivits av den äldre brodern. Peppino var mer av en publikunderhållare och clown än Eduardo vars samhällskritiska pjäser krävde mer av publiken, särskilt för att inslaget av napolitansk dialekt i dem var betydande. Peppino översatte till skillnad från sin bror efterhand nästan alla sina napolitanska pjäser till italienska. Under de första krigsåren rörde sig syskontrion flitigt mellan teaterscenen och vita duken och såväl det egna skrivandet som privatlivet blev lidande. Peppinos äktenskap var i kris och han hade inlett en utomäktenskaplig relation med skådespelaren Lidia Maresca, vilket ytterligare skärpte motsättningarna mellan honom och Eduardo som inte tyckte om Maresca. En sista succé från Peppinos penna under deras samarbete blev Non è vero... ma ci credo (1942), 10 år senare filmatiserad av Sergio Grieco.
Brödernas mor avled i juni 1944 och i december samma år gick de skilda vägar då Peppino valde att inte förlänga sitt kontrakt utan i stället skrev på för impressarion Remigio Paone om att medverka i Michele Galdieris nya revy på teatern Quattro Fontane di Roma, med premiär dagen före julafton. Samtidigt separerade han från sin första hustru Adele Carloni efter 15 års äktenskap och flyttade ihop med Lidia Maresca. Under resten av 1940-talet skrev Peppino flera pjäser, ett par av dem tillsammans med Maria Scarpetta som avled 1949. Kritikerna var inte nådiga och det skrevs en del om Peppinos successiva tillbakagång som pjäsförfattare medan man å andra sidan ansåg att han ständigt utvecklades som skådespelare. Om det berodde på kritiken är oklart men åren efter halvsysterns död ägnade sig Peppino mer åt skådespeleri på vita duken än teater och därefter började hans mycket omfattande aktivitet inom televisionens värld med ett kort avbrott med hans version av en klassiker, Le metamorfosi di Pulcinella, som hade scenpremiär i Paris 1963 och i London 1964.

### Film och TV
Peppino De Filippos filmkarriär började 1932 med samma film som brodern Eduardos, Mario Bonnards komedi Tre uomini in frak ("tre män i frack", den tredje var Tito Schipa) och fortsatte med Mario Camerinis Il cappello a tre punte (1935) och Raffaello Matarazzos Sono stato io! (1937). Efter dessa tre filmer var Peppino redan ett namn i filmbranschen och hade inga problem med att få fram pengar till en egen produktion, In campagna è caduta una stella (1939), som regisserades av Eduardo. Peppino hann med några filmroller till före brytningen med Eduardo i december 1944. Då lämnade han filmen i några år för sin misslyckade satsning på pjäsförfattande utan sina syskon.
Om 1940-talets slut var fullt av motgångar för De Filippo så blev det precis tvärtom på 1950-talet. Alberto Lattuada och Federico Fellini ville absolut ha med honom i Rampljusens barn (Luci del varietà). Den följdes av en serie filmer tillsammans med Totò som alla blev kommersiella framgångar, medan den konstnärliga kvaliteten var mycket ojämn. I regel var kritikernas omdöme av De Filippos rollprestationer mycket positivt. Av periodens filmer kan särskilt nämnas Signori, in carrozza! (1951) i regi av Luigi Zampa och Gianni Franciolinis Ferdinando I, re di Napoli (1959) som innebar en återförening av de tre syskonen De Filippo vilka inte spelat i samma film sedan 1952 och nu gjorde det för sista gången.
Peppinos TV-karriär inleddes 1956 och televisionen förvandlades snabbt till hans huvudmedium. Han utvecklade säsongen 1966-67 karaktären Gaetano Pappagone som sedan blev ett ständigt återkommande och mycket populärt inslag i hans TV-shower. Han återupptog också skrivandet av pjäser men nu endast enaktare för TV, av kritikerna avfärdade som verk av underordnad betydelse jämfört med de komedier han tidigare skrivit. I övrigt var hans skrivande från och med mitten av 1960-talet främst tämligen introvert poesi fram till den av viss bitterhet, framför allt mot fadern, präglade självbiografin. Peppinos sista uppmärksammade rolltolkning var som den gamle mannen i en TV-uppsättning av Harold Pinters pjäs Il guardiano (originaltitel: The Caretaker) som sändes 21 januari 1977.

### Äktenskap och barn
Peppino De Filippo gifte sig 1929 med Adele Carloni. De separerade 1945 men skilde sig först 1971, endast några veckor innan han gifte sig med Lidia Maresca som han sammanlevt med sedan separationen. Det andra äktenskapet ingicks när Lidia låg för döden; hon avled endast två timmar efter vigseln. De Filippo gifte sig för tredje gången 1977 med Lelia Mangano. Med sin första hustru hade han sonen Luigi De Filippo.